# Mathis Ferté
Pour les articles homonymes, voir Ferté.
Pas d'image ? Cliquez ici

a Compétitions nationales et continentales officielles uniquement.

b Matchs officiels uniquement.
Dernière mise à jour le 5 août 2025.
Mathis Ferté, né le 2 février 2004, est un joueur français de rugby à XV. Il évolue aux postes d'arrière, d'ailier ou de demi de mêlée.

## Biographie

### Jeunesse et formation
Mathis Ferté est originaire de Luzech dans le Lot, c'est dans cette commune qu'il découvre le rugby à XV à l'âge de quatre ans au sein de l'Union sportive luzechoise où son père entraîne. En parallèle au rugby, il pratique également la boxe. Par la suite, il rejoint le club de Cahors Rugby puis intègre finalement le CA Brive dès les cadets, il signe ensuite son premier contrat espoir en 2022 avec ce club. Dans ce club, il rencontre celui qui devient son meilleur ami, Léo Carbonneau, et également son coéquipier qui joue au même poste de demi de mêlée que lui, même si Ferté peut également évoluer à l'arrière ou à l'aile. Il retrouve également Tom Raffy qu'il a cotoyé en sélection du Lot et avec qui il lie des relations d'amitié.
À côté du rugby, il obtient un baccalauréat STMG puis réalise un Bachelor École de Gestion et de Commerce à la Chambre de Commerce et d'Industrie de la Corrèze.
Durant l'été 2022, il devient champion d'Europe à sept des moins de 18 ans avec l'équipe de France.

### Début de carrière professionnelle au CA Brive et champion du monde junior (2022-2023)
Mathis Ferté participe à la première étape du Supersevens en août 2022 avec le CA Brive où il dispute deux rencontres. Il fait ensuite ses débuts professionnels en Top 14 à dix-huit ans, lors d'une rencontre face au RC Toulon où il est appelé en tant que remplaçant. Une vingtaine de jours plus tard, à la suite d'un forfait de dernière minute de Thomas Laranjeira, il connaît sa première titularisation, au poste d'arrière, et est l'auteur d'un match convaincant, avec son premier essai marqué en professionnel, malgré la défaite à domicile de son équipe,. Par la suite, il enchaîne dix autres matchs en tant que titulaire, découvrant la Challenge Cup contre Cardiff Rugby puis disputant un match en tant qu'ailier,, et est alors considéré comme l'un des joueurs les plus prometteurs de l'effectif briviste malgré la mauvaise saison de son équipe.
Début février, il est retenu par l'équipe de France des moins de 20 ans à l'occasion de la deuxième journée du Tournoi des Six Nations des moins de 20 ans 2023. Pour cette rencontre face à l'Irlande, il est placé sur le banc des remplaçants. Lors de la rencontre suivante, face à l'Écosse, il est titulaire au poste d'arrière, durant ce match il inscrit son premier essai avec cette sélection et les Bleuets remportent ce match sur le score de 54 à 12. Deux semaines plus tard, il est appelé pour la quatrième journée contre l'Angleterre, il est de nouveau titulaire et les jeunes français s'imposent largement 42 à 7 en Angleterre. Lors de la dernière journée face aux jeunes Gallois, il est remplaçant et entre en jeu en fin de match durant la victoire 67 à 17 de son équipe, leur permettant de terminer à la seconde place de la compétition.
Début avril, il signe une prolongation le liant avec son club formateur jusqu'en 2026. Lors de la vingt-troisième journée de Top 14, il joue son premier match professionnel au poste de demi de mêlée face à la Section paloise que son équipe remporte 22 à 17,. La journée suivante, il est de nouveau titulaire à la mêlée, il inscrit un essai décisif et réalise une bonne performance lors de la victoire 27 à 26 sur le terrain des champions en titre, le Montpellier HR,. Cependant, son club est relégué en Pro D2, à partir de la saison 2023-2024, après avoir terminé dernier du Top 14. Pour sa première saison professionnelle, il dispute dix-neuf rencontres, dont quinze en tant que titulaire, et inscrit cinq essais.
Toujours en 2023 en juin, il est retenu pour participer au Championnat du monde junior 2023. À la fin de la compétition, il est sacré champion du monde avec ses coéquipiers après avoir remporté largement la finale sur le score de 50 à 14 face aux Irlandais où il est l'auteur d'un doublé et d'une bonne performance,. Au total, il inscrit quatre essais en quatre rencontres durant la compétition.

### Titulaire au CA Brive (2023-2025)
Lors de la saison 2023-2024, il fait ses débuts en Pro D2 à l'occasion de la deuxième journée contre l'AS Béziers où il fait son entrée en jeu en seconde période. Deux journées plus tard, il se montre décisif en inscrivant ses deux premiers essais en Pro D2, contribuant à la victoire 17 à 6 de son équipe à domicile contre Provence Rugby, leader du championnat. Il récidive pendant la septième journée en inscrivant ses trois et quatrième essais de la saison lors de la victoire 38 à 26 avec bonus offensif de son équipe contre le FC Grenoble.
Début janvier 2024, il est annoncé qu'il reste à disposition de son club lors des trois journées du Tournoi des Six Nations des moins de 20 ans 2024 où la Pro D2 se joue en parallèle. Finalement, le 28 janvier, il est annoncé dans un groupe de vingt-six joueurs pour la première journée du Tournoi des Six Nations. Il joue la rencontre perdue contre l'Irlande puis la dernière journée également perdue, contre l'Angleterre.
De retour au CA Brive, il joue son premier match comme titulaire au poste de deuxième centre contre le Stade montois. En fin de saison, il est forfait pour le barrage perdu contre l'AS Béziers, son club reste donc en Pro D2. Pendant la saison, avec son club, il est le joueur le plus utilisé avec 2130 minutes disputés en vingt-neuf matchs et est le meilleur marqueur d'essais avec douze réalisations. Début juin 2024, il signe une prolongation de contrat le liant désormais jusqu'en 2028 avec le club corrézien.
À l'issue de la saison, il est convoqué pour le Championnat du monde junior 2024. Titulaire pendant l'intégralité de la compétition, il dispute la finale perdue 21 à 13 contre les Anglais,.
Lors du début de saison 2024-2025, il dispute son cinquantième match en professionnel. Puis, il se montre de nouveau performant avec son club et attire les convoitises des clubs de Top 14, visitant notamment les installations du Stade toulousain, malgré sa récente prolongation de contrat. Après une première partie de saison où il alterne entre les postes d'arrière et d'ailier, il est replacé au poste de demi de mêlée à partir du mois de février, en l'absence de Léo Carbonneau blessé, étant préféré à Maxime Sidobre et Hugo Verdu. Pour sa première titularisation à ce poste depuis septembre 2023, il délivre une bonne performance lors d'une victoire 24 à 0 contre le Soyaux Angoulême XV.
Quelque temps après, il est annoncé qu'il quitte finalement le CA Brive à l'issue de la saison pour s'engager avec le RC Toulon, le club varois ayant racheté le contrat du joueur et indemnisé le CAB. En fin de saison, il est titulaire lors de la demi-finale de Pro D2 perdue contre l'US Montauban pour son dernier match avec le CA Brive. Au total, il dispute vingt-sept matchs, dont vingt-six comme titulaire, pour dix essais inscrits lors de sa dernière saison en Corrèze.

## Statistiques

### En club
| Saison         | Club           | Championnat | Championnat | Championnat | Championnat | Compétitions de l'EPCR                               | Compétitions de l'EPCR                               | Compétitions de l'EPCR                               | Compétitions de l'EPCR                               |
| Saison         | Club           | Compétition | Matchs      | Points      | Essais      | Compétition                                          | Matchs                                               | Points                                               | Essais                                               |
| -------------- | -------------- | ----------- | ----------- | ----------- | ----------- | ---------------------------------------------------- | ---------------------------------------------------- | ---------------------------------------------------- | ---------------------------------------------------- |
| 2022-2023      | CA Brive       | Top 14      | 17          | 20          | 4           | Challenge Cup                                        | 2                                                    | 5                                                    | 1                                                    |
| 2023-2024      | CA Brive       | Pro D2      | 29          | 60          | 12          | Pas de qualification pour les compétitions de l'EPCR | Pas de qualification pour les compétitions de l'EPCR | Pas de qualification pour les compétitions de l'EPCR | Pas de qualification pour les compétitions de l'EPCR |
| 2024-2025      | CA Brive       | Pro D2      | 27          | 50          | 10          | Pas de qualification pour les compétitions de l'EPCR | Pas de qualification pour les compétitions de l'EPCR | Pas de qualification pour les compétitions de l'EPCR | Pas de qualification pour les compétitions de l'EPCR |
| Total CA Brive | Total CA Brive | Top 14      | 17          | 20          | 4           | Challenge Cup                                        | 2                                                    | 5                                                    | 1                                                    |
| Total CA Brive | Total CA Brive | Pro D2      | 56          | 110         | 22          | Challenge Cup                                        | 2                                                    | 5                                                    | 1                                                    |

### En équipe nationale
Mathis Ferté dispute quinze matchs avec l'équipe de France des moins de 20 ans en deux saisons, prenant part à deux éditions du Tournoi des Six Nations en 2023 et 2024 et à deux éditions du Championnat du monde junior en 2023 et 2024. Il inscrit vingt-cinq points, cinq essais.

## Palmarès
- Vainqueur du Championnat du monde junior en 2023 avec l'équipe de France des moins de 20 ans.
- Finaliste du Championnat du monde junior en 2024 avec l'équipe de France des moins de 20 ans.